# Bollebygds IF
Bollebygds IF, bildad 1907, ver en idrottsförening i Bollebygd. Klubben bedrev verksamhet inom fotboll, friidrott och gymnastik. Föreningens seniorlag i fotboll sammanslogs 2014 med IF Olsfors i Bollebygds IF/IF Olsfors, 2021 ledde detta till att en ny förening, Bollebygds SK, bildades.

## Fotboll
Hemmaplan för klubben är Björnskogsvallen i Bollebygds samhälle. Bollebygds IF:s A-lag vann 2008 division 4 och gick upp i division 3 för första gången i klubbens historia. Bollebygds IF:s A-lag slutade på en 4:e plats i tabellen säsongen 2009, klubbens första i division 3. Den mest kända fotbollsspelaren som spelat för Bollebygds IF någonsin är troligtvis Glenn Martindahl som vann SM-guld med ÖIS 1985. År 2007 avancerade Bollebygds F12 till final i Gothia Cup.